# فهرست بیماری‌های همه‌گیر و پاندمیک

جدول زمانی بیماری‌های همه‌گیر، آمار مرگ و میر

این فهرستی از بزرگ‌ترین همه‌گیری و دنیاگیری شناخته‌شده ناشی از یک بیماری عفونی در انسان است. بیماری‌های غیرواگیر شایع مانند بیماری‌های قلبی عروقی و سرطان در این آمار گنجانده نشده‌اند. اپیدمی، شیوع سریع بیماری به تعداد زیادی از افراد در یک جمعیت معین در مدت زمان کوتاه است؛ در نایسریا مننژیتیدیس، میزان حمله بیش از ۱۵ مورد در هر ۱۰۰۰۰۰ نفر به مدت دو هفته متوالی، اپیدمی محسوب می‌شود. با توجه به بازه‌های زمانی طولانی، اولین همه‌گیری طاعون (قرن ششم تا قرن هشتم) و دومین همه‌گیری طاعون (قرن چهاردهم تا اوایل قرن نوزدهم) با شیوع‌های جداگانه‌ای مانند طاعون ژوستینین (اولین همه‌گیری) و مرگ سیاه (دومین همه‌گیری) نشان داده شده‌اند.
بیماری‌های عفونی با شیوع بالا به‌طور جداگانه فهرست شده‌اند (گاهی اوقات علاوه بر همه‌گیری‌هایشان)، مانند مالاریا، که ممکن است ۵۰ تا ۶۰ میلیارد نفر را کشته باشد.

## همه‌گیری و دنیاگیری‌های بزرگ

### بر اساس آمار مرگ و میر
بیماری‌های همه‌گیر و همه‌گیرِ در حال وقوع boldface. برای یک بیماری همه‌گیر یا پاندمی مشخص، میانگین دامنه تخمینی تلفات آن برای رتبه‌بندی استفاده می‌شود. اگر میانگین مرگ و میر دو یا چند بیماری همه‌گیر یا پاندمی برابر باشد، هرچه دامنه کوچکتر باشد، رتبه بالاتر است. برای سوابق تاریخی تغییرات عمده در جمعیت جهان، به جمعیت جهان مراجعه کنید.
| رتبه | بیماری‌های اپیدمی/پاندمی                    | بیماری                                    | مرگ و میر                     | درصد از جمعیت از دست رفته | سال‌ها                          | مکان                          |
| ---- | ------------------------------------------ | ----------------------------------------- | ----------------------------- | ------------------------- | ------------------------------ | ----------------------------- |
| ۱    | ۱۹۱۸ همه‌گیری آنفولانزا "اسپانیایی"         | آنفولانزا A/H1N1                          | ۱۷ تا ۱۰۰ میلیون              | ۱–۵٫۴٪ از جمعیت جهانی     | ۱۹۱۸–۱۹۲۰                      | در سراسر جهان                 |
| ۲    | طاعون ژوستینین                             | طاعون‌های بوبونیک                          | ۱۵ تا ۱۰۰ میلیون              | ۲۵–۶۰٪ از جمعیت اروپا     | ۵۴۱–۵۴۹                        | شمال آفریقا، اروپا و غرب آسیا |
| ۳    | همه‌گیرشناسی اچ‌آی‌وی/ایدز                    | ایدز                                      | ۴۴ میلیون (از سال ۲۰۲۵)       | -بله.                     | ۱۹۸۱ - امروز                   | در سراسر جهان                 |
| ۴    | مرگ سیاه                                   | طاعون خیارکی                              | ۲۵–۵۰ میلیون                  | ۳۰–۶۰٪ از جمعیت اروپا     | ۱۳۴۶–۱۳۵۳                      | اروپا، آسیا و شمال آفریقا     |
| ۵    | همه‌گیری کووید-۱۹                           | کووید-۱۹                                  | ۷٫۱–۳۶٫۵ میلیون (از سال ۲۰۲۵) | -بله.                     | 2019-حاضر[ب]                   | در سراسر جهان                 |
| ۶    | بیماری همه گیر بیماری همه گیر سوم          | طاعون‌های بوبونیک                          | ۱۲ تا ۱۵ میلیون               | -بله.                     | ۱۸۵۵–۱۹۶۰                      | در سراسر جهان                 |
| ۷    | بیماری کوکولیزلی از سال ۱۵۴۵ تا ۱۵۴۸       | کوکولیستلی، ناشی از یک عامل بیماری ناپذیر | ۵–۱۵ میلیون                   | ۲۷–۸۰٪ از جمعیت مکزیک     | ۱۵۴۵–۱۵۴۸                      | مکزیک                         |
| ۸    | طاعون آنتونین                              | آبنبات یا سرخک                            | ۵ تا ۱۰ میلیون                | ۲۵–۳۳٪ از جمعیت روم       | ۱۶۵–۱۸۰ (ممکن است تا ۱۹۰ باشد) | امپراتوری روم                 |
| ۹    | ۱۵۲۰ مکزیک بیماری جوجه                     | آبشار                                     | ۵ تا ۸ میلیون                 | ۲۳–۳۷٪ از جمعیت مکزیک     | ۱۵۱۹–۱۵۲۰                      | مکزیک                         |
| ۱۰   | بیماری همه گیر آنفولانزای آسیایی ۱۹۵۷–۱۹۵۸ | آنفولانزا A/H2N2                          | ۱–۴ میلیون                    | -بله.                     | ۱۹۵۷–۱۹۵۸                      | در سراسر جهان                 |
| ۱۱   | آنفولانزا هنگ کنگ                          | آنفولانزا A/H3N2                          | ۱–۴ میلیون                    | -بله.                     | ۱۹۶۸–۱۹۶۹                      | در سراسر جهان                 |
| ۱۲   | ۱۹۱۸–۱۹۲۲ روسیه بیماری تیفوس               | تیفوس                                     | ۲–۳ میلیون                    | ۱–۱٫۶٪ از جمعیت روسیه     | ۱۹۱۸–۱۹۲۲                      | روسیه                         |
| ۱۳   | بیماری کوکولیزلی ۱۵۷۶                      | کوکولیزلی                                 | ۲ تا ۲٫۵ میلیون               | ۵۰٪ از جمعیت مکزیک        | ۱۵۷۶–۱۵۸۰                      | مکزیک                         |
| ۱۴   | ۱۷۷۲–۱۷۷۳ طاعون در ایران                   | طاعون‌های بوبونیک                          | ۲ میلیون                      | -بله.                     | ۱۷۷۲–۱۷۷۳                      | فارس                          |
| ۱۵   | ۷۳۵–۷۳۷ بیماری جوجه ای ژاپنی               | آبشار                                     | ۲ میلیون                      | ۳۳٪ از جمعیت ژاپن         | ۷۳۵–۷۳۷                        | ژاپن                          |
| ۱۶   | طاعون ناپلی                                | طاعون‌های بوبونیک                          | ۱٫۲۵ میلیون                   | -بله.                     | ۱۶۵۶–۱۶۵۸                      | جنوب ایتالیا                  |
| ۱۷   | دنیاگیری ۱۸۹۰-۱۸۸۹                         | کروناویروس انسانی اوسی۴۳                  | ۱ میلیون                      | -بله.                     | ۱۸۸۹–۱۸۹۰                      | در سراسر جهان                 |
| ۱۸   | ۱۶۲۹–۱۶۳۱ طاعون ایتالیایی                  | طاعون‌های بوبونیک                          | ۱ میلیون                      | -بله.                     | ۱۶۲۹–۱۶۳۱                      | ایتالیا                       |
| ۱۹   | ۱۸۴۶–۱۸۶۰ همه‌گیری وبا                      | وبا                                       | ۱ میلیون                      | -بله.                     | ۱۸۴۶–۱۸۶۰                      | در سراسر جهان                 |

### کاهش جمعیت قاره آمریکا
در جدول بالا ذکر نشده‌اند، اما موج‌های بسیاری از بیماری‌های مرگبار نیز توسط اروپایی‌ها به قاره‌های آمریکا و کارائیب منتقل شد. جمعیت‌های نیم‌کره غربی عمدتاً بر اثر آبله، و همچنین تیفوس، سرخک، آنفلوآنزا، طاعون خیارکی، وبا، مالاریا، سل، اوریون، تب زرد و سیاه‌سرفه به شدت آسیب دیدند. نبود اسناد مکتوب در بسیاری از مناطق، و نابودی جوامع بومی بر اثر بیماری، جنگ و استعمار، باعث شده تا تخمین دقیق آمار تلفات دشوار باشد. تعداد مرگ‌ومیرها احتمالاً به ده‌ها میلیون یا حتی بیش از صد میلیون نفر می‌رسیده و در برخی از مناطق که بیشترین آسیب را دیدند، شاید تا ۹۰ درصد جمعیت از بین رفته باشند. نبود دانش علمی دربارهٔ میکروارگانیسم‌ها و همچنین کمبود سوابق پزشکی از آن دوران، نسبت دادن آمار مشخص به بیماری‌های خاص را ناممکن یا بسیار دشوار کرده است.

### بیماری‌های عفونی با شیوع بالا
بیماری‌های عفونی عمدهٔ مختلفی با شیوع بالا در سراسر جهان وجود داشته‌اند، اما در حال حاضر به دلیل فقدان داده‌های قطعی، مانند مدت زمان و تعداد مرگ و میر، در جدول بالا به عنوان بیماری‌های همه‌گیر/پاندمی فهرست نشده‌اند.

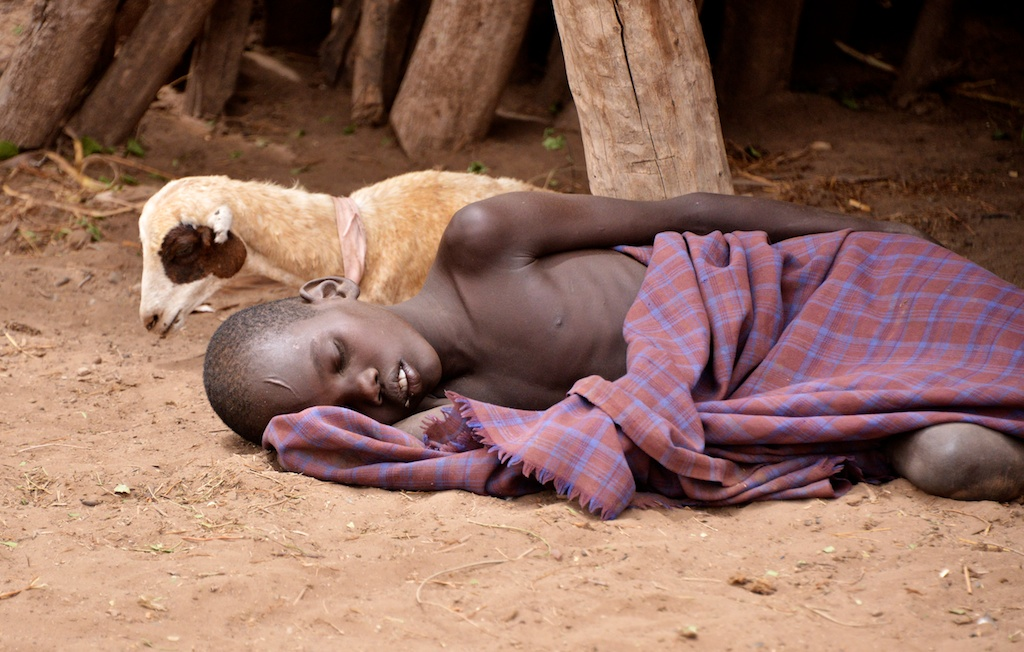
یک کودک اتیوپیایی مبتلا به مالاریا، بیماری‌ای که میزان مرگ و میر سالانه آن تا سال ۲۰۲۱، ۶۱۹۰۰۰ نفر بوده است.

- بیماری مالاریا چندین بیماری موقت ثبت شده در مناطق غیر متأثر یا کم شیوع دارد. مالاریا معمولاً توسط پشه‌ها گسترش می‌یابد. اکثریت قریب به اتفاق مرگ و میر آن به دلیل شیوع مداوم آن در مناطق تحت تأثیر است.[۲]
- سل (TB) در قرن ۱۸ و ۱۹ در اروپا شیوعی شد و الگوی فصلی را نشان داد و هنوز هم در سراسر جهان رخ می‌دهد. تب علائم شامل مصرف (سفید خون ناشی از توب) را ایجاد می‌کند. توبسیری جدی است و اگر تشخیص داده شود، به آنتی‌بیوتیک‌های قوی نیاز دارد.[۱۸][۱۹][۲۰] میزان ابتلا و مرگ‌ومیر ناشی از سل و اچ‌آی‌وی/ایدز ارتباط نزدیکی با یکدیگر دارند، به‌گونه‌ای که این پدیده به‌عنوان «همه‌گیری هم‌زمان سل/اچ‌آی‌وی» شناخته می‌شود.[۲۱][۲۲][۲۳] بر اساس سازمان بهداشت جهانی، هر سال حدود ۱۰ میلیون عفونت جدید سل رخ می‌دهد و هر سال ۱٫۵ میلیون نفر از آن می‌میرند - که باعث می‌شود این اولین قاتل عفونت در جهان (پیش از همه‌گیری COVID-19) باشد. با این حال، منابع کمی وجود دارد که از بیماری‌های عمده سل با مدت زمان مشخص و میزان مرگ و میر توصیف می‌کند.
- هپاتیت ب: طبق گزارش سازمان بهداشت جهانی، تا سال ۲۰۱۹ حدود ۲۹۶ میلیون نفر با هپاتایت بی مزمن زندگی می‌کنند و هر سال ۱٫۵ میلیون عفونت جدید وجود دارد. در سال ۲۰۱۹، هپاتیت B باعث مرگ حدود ۸۲۰٬۰۰۰ نفر شد، عمدتاً از سیرروز و سرطان هپاتوسلولی (سرطان کبد اولیه). در بسیاری از نقاط آسیا و آفریقا، هپاتیت B به عنوان بیماری انتهاکی شناخته شده است. علاوه بر این، یک فرد گاهی اوقات با هر دو ویروس هپاتیت B (HBV) و HIV آلوده می‌شود و این جمعیت (حدود ۲٫۷ میلیون) حدود ۱٪ از کل عفونت‌های HBV را تشکیل می‌دهد.[۲۴]
- هپاتیت سی: طبق گزارش سازمان بهداشت جهانی، حدود ۵۸ میلیون نفر مبتلا به هپاتات سی مزمن هستند و سالانه حدود ۱٫۵ میلیون نفر از این افراد عفونت جدید را تجربه می‌کنند. در سال ۲۰۱۹، حدود ۲۹۰٬۰۰۰ نفر از این بیماری فوت کردند، عمدتاً از سیرروز و سرطان کبد (سرطان کبد اولیه). در تاریخ بسیاری از بیماری‌های اپیدمی ویروس هپاتیت سی (HCV) وجود داشته است.[۲۵]